# حسین نراقیان
حسین نراقیان (زاده ۹ دی ۱۳۳۱ - درگذشته ۱۵ مرداد ۱۳۸۳)، دیپلمات اهل ایران بود.